# 그룹 B

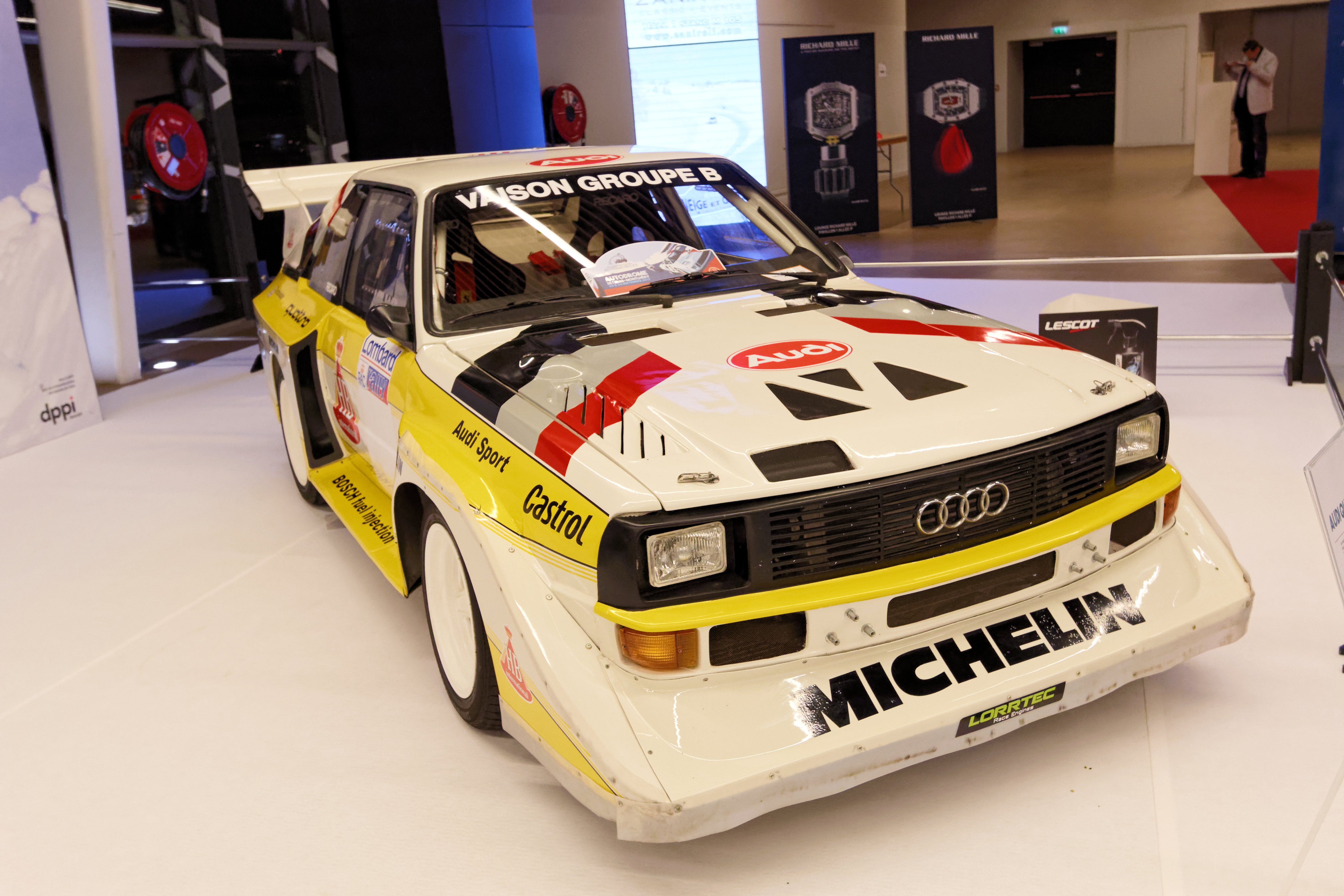
그룹 B 차량 중 하나인 아우디 스포트 콰트로 S1 E2

그룹 B(Group B)는 스포츠카 경주와 랠리에 사용되는 그랜드 투어러 차량들에 적용되는 규제로 1982년 국제 자동차 연맹이 도입하였다.
그룹 B 규정은 역대 가장 빠르고 강력하고 복잡한 랠리 자동차의 출현을 촉진한 것으로 알려져있다. 그러나 그룹 B 규정은 랠리에서 관중 통제 결여와 함께 인명사고를 포함한 대형 사고들의 원인으로 지적되었다. 헨리 토이보넨과 세르지오 크레스토가 1986년 투르 드 코르스에서 사망한 후, FIA는 이후 WRC 시즌에서 그룹 B를 금지하고 2000cc, 300마력 엔진 제한의 그룹 A를 최고 규정으로 지정하였다.